# Plaza Jean-Paul Sartre y Simone de Beauvoir
La plaza Jean-Paul-Sartre-y-Simone-de-Beauvoir es una plaza situada en Saint-Germain-des-Prés en el VI Distrito de París.

## Situación y acceso
La plaza está  al cruce del bulevar Saint-Germain (al nivel de la llegada de la calle de Rennes) y de la calle Bonaparte, cerca de la Abadía de Saint-Germain-des-Prés.
La plaza está  cerca de la estación de metro Saint-Germain-des-Prés.

## Origen del nombre
Este lugar toma el nombre de los filosofes Jean-Paul Sartre (1905-1980) y Simone de Beauvoir (1908-1986). Frecuentaron el café Les Deux Magots, que da a la plaza, y viviaron muy cerca, al número 42 de la calle Bonaparte.

## Histórico
El Ayuntamiento de París decide de esta denominación el año 2000. Fue inaugurada el 12 de abril de 2000.
Es una de las pocas plazas en París que lleva el nombre oficial de una pareja, como la plaza Louise Catherine Breslau y Madeleine Zillhardt y el paseo Claude Cahun-Marcel Moore situados también en el VI Distrito de París.

## Puntos de interés
- Les Deux Magots
- Café de Flore